# نبرد فرودگاه بین‌المللی کویت
نبرد فرودگاه بین‌المللی کویت (به انگلیسی: Battle of Kuwait International Airport) در ۲۷ فوریه ۱۹۹۱ در خلال جنگ اول خلیج فارس رخ داد. این یک نبرد تانکی بین ایالات متحده (به عنوان بخشی از ائتلاف جنگ خلیج فارس) و عراق بود. علی‌رغم اینکه این نبرد بسیار بزرگی بوده است، اغلب نادیده گرفته می‌شود. کمتر از ۱۸ لشکر در این نبرد شرکت کردند. واحدهای نیروهای ویژه ارتش ایالات متحده و چندین واحد کماندوی عراقی نیز در تئاتر حضور داشتند. در واقع، با وجود اینکه نبرد اولیه در فرودگاه بین‌المللی کویت تنها یک روز به طول انجامید، نبرد اصلی سه روز به طول انجامید. این نبرد، «درگیری شیپور بیداری» به بزرگ‌ترین و سریع‌ترین نبرد تانک در کل تاریخ تفنگداران دریایی ایالات متحده تبدیل شد.

## شرکت کنندگان
هر دو لشکر تفنگداران اول و دوم دریایی ایالات متحده در این نبرد شرکت کردند. لشکر دوم تفنگداران دریایی توسط تیپ ببر لشکر دوم زرهی ارتش ایالات متحده که توسط نیروی ضربت مستقیم و استالوارت پیاده‌نظام ۴۱–۳ با پشتیبانی توپخانه میدانی از گردان توپخانه میدانی ۳–۱ رهبری می‌شد، کمک می‌شد. نیروهای ویژه ارتش ایالات متحده نیز در این نبرد عملیاتی را عمدتاً در داخل فرودگاه بین‌المللی کویت انجام دادند تا مجموعه را از تیراندازان دشمن و هرگونه مقاومت باقی مانده پاکسازی کنند. عراق نیز با ۱۴ لشکر و یک تیپ توپخانه صحرایی در نبرد حضور داشت. عراق نیز در این صحنه عملیات چند واحد تکاور داشت.

## لشکر ۱ دریایی
گروه ضربت ریپر تحت فرماندهی سرهنگ کارلتون دبلیو. فولفورد جونیور، لشکر ۱ تفنگداران دریایی را مستقیماً به شهر کویت هدایت کرد. شکستن زره‌های دشمن و اقدامات تأخیری دشمن. با نزدیک‌تر شدن لشکر ۱ تفنگداران دریایی به شهر، فرماندهان گزارش‌هایی از دو ضدحمله در حال برنامه‌ریزی توسط نیروهای عراقی شنیدند. میات، فرمانده لشکر گفت: «ما به دو نقطه تجمع شلیک کردیم و ۳۰ دقیقه نگذشته بود که آنها را مانند خرگوش از بوته پراکنده کردیم.» «کبراها (بالگردهای جنگی) و LAVها (وسایل نقلیه زرهی سبک) یک روز میدانی به عنوان «بسته شکارچی-قاتل» برای جستجو و انهدام تجهیزات عراقی داشتند. تانک‌های گروه ضربت ریپر M60A1 پاتون در مسیر رسیدن به هدف خود، فرودگاه بین‌المللی کویت حدود ۱۰۰ دستگاه تانک و نفربر زرهی عراقی را منهدم کردند. فرمانده لشکر یکم تفنگداران دریایی، سرلشکر جی ام میات گفت: «در اولین روز عملیات رزمی گروهان یک لشکر D، گردان سوم تانک ۱۵ تانک عراقی را منهدم کردند. نگداران دریایی همچنین ۲۵ APC را منهدم کردند و ۳۰۰ اسیر جنگی گرفتند. نیروی ضربتی لشکر ۱ تفنگداران دریایی در طی عملیات جنگی در مسیر فرودگاه بین‌المللی کویت ۱۴ کشته از دست داد. گروه ضربت تارو همچنین در عملیات رزمی لشکر ۱ تفنگداران دریایی شرکت داشت. لشکر یکم تفنگداران دریایی نیز حدود ۶۰ تانک عراقی را در نزدیکی میدان نفتی برگان بدون تلفات منهدم کرد. ضد حمله عراق با آتش ۵ گردان توپخانه تفنگداران دریایی شکست خورد. یورش تیپ ۲۲ لشکر ۵ مکانیزه عراق در نقطه حمله نیروی دریایی ارتش شکسته شد. گروهان یک از گردان سوم، تفنگداران نهم نیروی دریایی تیپ ۲۲ عراق را با شلیک از فاصله نزدیک از ATGMهای دراگون و سلاح‌های ضد تانک دستی خود هدف قرار دادند. گروهان C، گردان یکم تانک، ۱۸ خودروی عراقی را در این درگیری خاص منهدم کردند. لشکر ۱ تفنگداران دریایی ۱ تانک M60A1 را هنگام پاکسازی مسیری از میدان مین از دست داد. لشکر ۱ تفنگداران دریایی در حالی که به سمت شمال حرکت می‌کرد با مخالفت‌های عراقی بیشتری مواجه شد. عناصر لشکر ۱ دریایی با تیپ ۱۵ مکانیزه عراق، لشکر ۳ زرهی تماس گرفتند. در طول این درگیری، تفنگداران دریایی ۴۶ خودروی دیگر دشمن را منهدم کردند و تقریباً ۹۲۹ اسیر جنگی را گرفتند. سه تفنگدار دریایی در این جریان زخمی شدند. با ادامه پیشروی لشکر ۱ تفنگداران دریایی، ۲۹ خودروی جنگی عراقی دیگر را منهدم کرد و ۳۲۰ اسیر جنگی را اسیر کرد. در طول این درگیری‌ها مؤثرترین واحد عراقی به نظر می‌رسید که تیپ ۴۴۹ توپخانه عراق باشد. آتش دقیق آن یک تفنگدار دریایی را کشت و ۱۲ تن دیگر را زخمی کرد. تفنگداران دریایی C، گردان سوم تانک، یک تانک در اثر آتش توپخانه عراق آسیب دید. در عوض، توپخانه لشکر ۱ تفنگداران دریایی نیز ارزش خود را برای از بین بردن چندین هدف دشمن یا بیرون راندن سایر نیروهای عراقی ثابت می‌کند. لشکر یکم تفنگداران دریایی در طول مسیر به سمت فرودگاه بین‌المللی کویت با نیروهای عراقی بیشتری مواجه می‌شود و ده‌ها تانک و APC عراقی دیگر را منهدم می‌کند و صدها اسیر جنگی دیگر را نیز می‌برد. هنگامی که لشکر ۱ تفنگداران دریایی به فرودگاه بین‌المللی کویت رسید، آنچه از تیپ ۱۲ زرهی عراق باقی مانده بود، لشکر ۳ زرهی که از آن دفاع می‌کرد، پیدا کردند. تفنگداران دریایی همچنین با تانک‌های T-62 در واحدهای گروهان و جوخه‌های پراکنده و ضعیف مواجه شدند. آنها توسط BGM-71 TOWs در برد طولانی نابود شدند. در پایان روز، لشکر ۳ زرهی عراق به‌طور کامل منهدم شد. تلفات لشکر ۳ زرهی عراق شامل بیش از ۲۵۰ فروند T-55/62 و ۷۰ تانک T-72 بود.

## لشکر ۲ دریایی
لشکر دوم تفنگداران دریایی از آن طرف شهر وارد شد. واحد ذخیره دریایی شرکت براوو، گردان ۴ تانک، لشکر ۴ نیروی دریایی به لشکر ۲ تفنگداران دریایی اختصاص یافت. در ۲۵ فوریه ۱۹۹۱، روز دوم جنگ زمینی طوفان صحرا، گردان ۴ تانک براوو در یک آرایش مارپیچ قرار داشت و از یک دیده‌بان تقریباً متوجه شد و ۳۵ تانک گارد جمهوری عراق را دید که در جلوی آنها قرار داشتند و در آن زمان متوجه نبودند که تعداد آنها ۱–۳ است. با ۱۳ تانک M1A1 آبرامز، گردان چهارم تانک براوو به صورت آنلاین حرکت کرد تا ۳۵ تانک گارد جمهوری عراق را در کمتر از ۹۰ ثانیه از بین ببرد. این نبرد «درگیری شیپور بیداری» نام گرفت و بزرگ‌ترین و سریعترین نبرد تانک در تاریخ سپاه تفنگداران دریایی ایالات متحده شد. آنها تنها واحد تفنگداران دریایی مجهز به تانک‌های M1A1 آبرامز بودند. کمپانی براوو ۵۹ تانک، ۲۶ APC و ۳۲ وسیله نقلیه غیر زرهی و یک تفنگ توپخانه را نابود کرد. کمپانی براوو در مجموع ۱۱۹ خودروی دشمن را منهدم کرد و بیش از ۸۰۰ اسیر جنگی را گرفت کرد.

## عملیات رزمی اضافی
در روز سوم و آخر نبرد، لشکر دوم تفنگداران دریایی شهر الجهرا را آزاد کرد و سپس به تصرف ارتفاعات بر روی خط الراس موتله که مسیر فرار عراق از کویت به بصره را قطع می‌کرد، ادامه داد. تانک‌های M1A1 اکثر ۱۶۶ تانک عراقی را که در آن روز توسط لشکر ادعا شده بود، نابود خواهند کرد. ژنرال عراقی رعد حمدانی در مورد درگیری زرهی اظهار داشت: ما مشکل عدم انعطاف استفاده از نیروهای زرهی داشتیم.